# Torneo de Hamburgo 2009
El Torneo de Hamburgo es un evento de tenis disputado en Hamburgo, Alemania, entre el 20 de julio y el 26 de julio de 2009.

## Campeones
- Individuales masculinos:  Nikolay Davydenko derrota a   Paul-Henri Mathieu, 6–4, 6–2.

- Dobles masculinos:  Simon Aspelin /  Paul Hanley derrotan a  Marcelo Melo /  Filip Polášek, 6–3, 6–3.